# Mouvement Byrsa

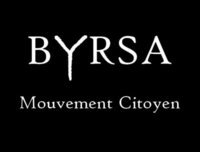
Logo du mouvement Byrsa.

Le mouvement Byrsa est un mouvement de jeunes Tunisiens qui se sont engagés contre la dictature sous le régime du président Zine el-Abidine Ben Ali. Le mouvement est fondé en 2009 par Selim Ben Hassen, qui en devient le dirigeant, Aïda Doggui et d'autres jeunes à la suite du constat de l'échec des partis classiques d'opposition à mettre fin à 23 ans de pratiques autoritaires. 
Youssef Ben Smaïl fait partie de sa direction en 2011.

## Méthodes
Face à une opposition traquée et peu connue du grand public, le mouvement considère que la meilleure manière de lutter contre la dictature est de faire en sorte que la peur change de camp. Il innove en conduisant des consultations citoyennes, en s'adressant directement aux jeunes et en pariant massivement sur les réseaux sociaux. En 2008, Facebook ne compte que 16 000 utilisateurs tunisiens, mais le nombre de membres croît de manière exponentielle. Chaque prise de parole ou action réalisée par le mouvement est filmée et diffusée sur le réseau social, et la censure de la page Facebook du mouvement et de ses membres par le régime en Tunisie est contournée par le partage viral des vidéos depuis l'étranger, ces dernières devenant visibles pour des millions de Tunisiens en Tunisie et dans le monde. En outre, dans un contexte marqué par la clandestinité, les membres du mouvement revendiquent de mener leur engagement à visage découvert.
Le mouvement communique également dans le journal d'opposition en ligne Tunisnews, et dans les deux principaux journaux de l'opposition, Al Mawkif et Attariq Al Jadid. Le caricaturiste -Z- illustre les affiches de certains des événements du mouvement,.

## Rôle dans la révolution de 2011
La révolution tunisienne est conduite par une jeunesse non politisée et sans un leadership identifié, si bien qu'il est difficile d'attribuer un rôle ou une importance aux mouvements qui se sont engagés avant la révolution. Bien qu'il ait appelé, dès ses débuts, à la chute de la dictature et malgré une présence médiatique, et sur le terrain pendant la révolution, l'influence du mouvement Byrsa sur le cours des événements ne peut être quantifiée. Néanmoins, il a eu un rôle de précurseur en s'adressant aux jeunes et en investissant sur les réseaux sociaux et en particulier sur Facebook à ses débuts, ce dernier devenant la plateforme centrale d'engagement des Tunisiens pendant la révolution.